# Чимадолмо
Чимадо̀лмо (на италиански и на венециански: Cimadolmo) е малко градче и община в Северна Италия, провинция Тревизо, регион Венето. Разположено е на 32 m надморска височина. Населението на общината е 3488 души (към 2010 г.).